# Retchnoï vokzal (métro de Novossibirsk)
Retchnoï vokzal (en russe : Речной вокзал et en anglais : Rechnoy vokzal) est une station de la ligne Leninskaïa du métro de Novossibirsk.
Mise en service en 1986, elle est desservie par les rames de la ligne Leninskaïa.

## Situation sur le réseau

Plan du métro (2017).

Établie en surface, la station Retchnoï vokzal, est une station de passage de la Ligne Leninskaïa du métro de Novossibirsk. Elle est située entre la station Oktiabrskaïa, en direction du terminus nord Zaïeltsovskaïa, et la station Stoudentcheskaïa, en direction du terminus sud, Plochtchad Marksa.
Elle dispose d'un quai central encadré par les deux voies de la ligne.

## Histoire
La station Retchnoï vokzal est mise en service le 7 janvier 1986. La station est due aux architectes V. Sokolov, V. Piterski.

## Services aux voyageurs

### Desserte
Retchnoï vokzal est desservie par les rames de la ligne Leninskaïa.

Installations
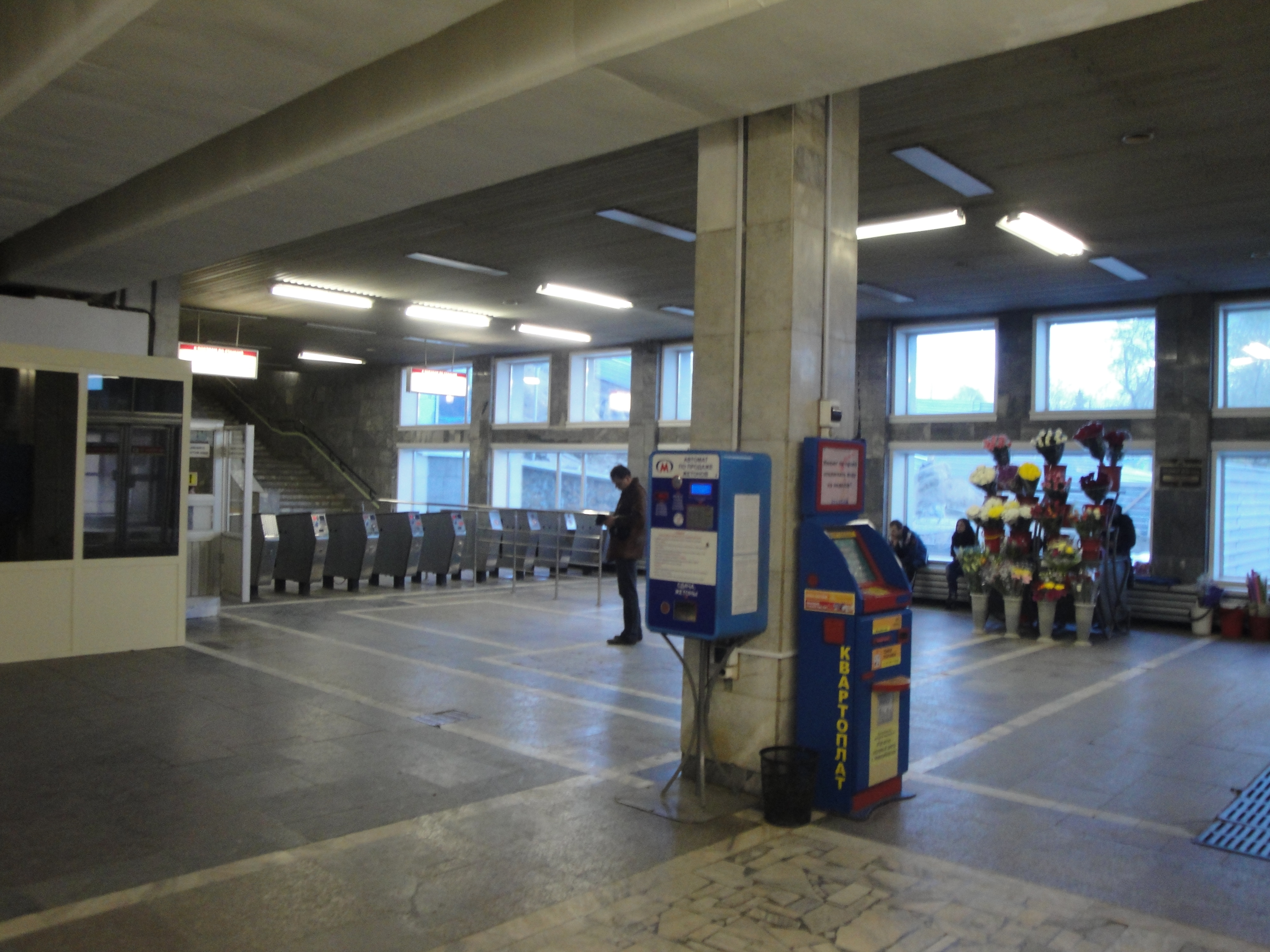
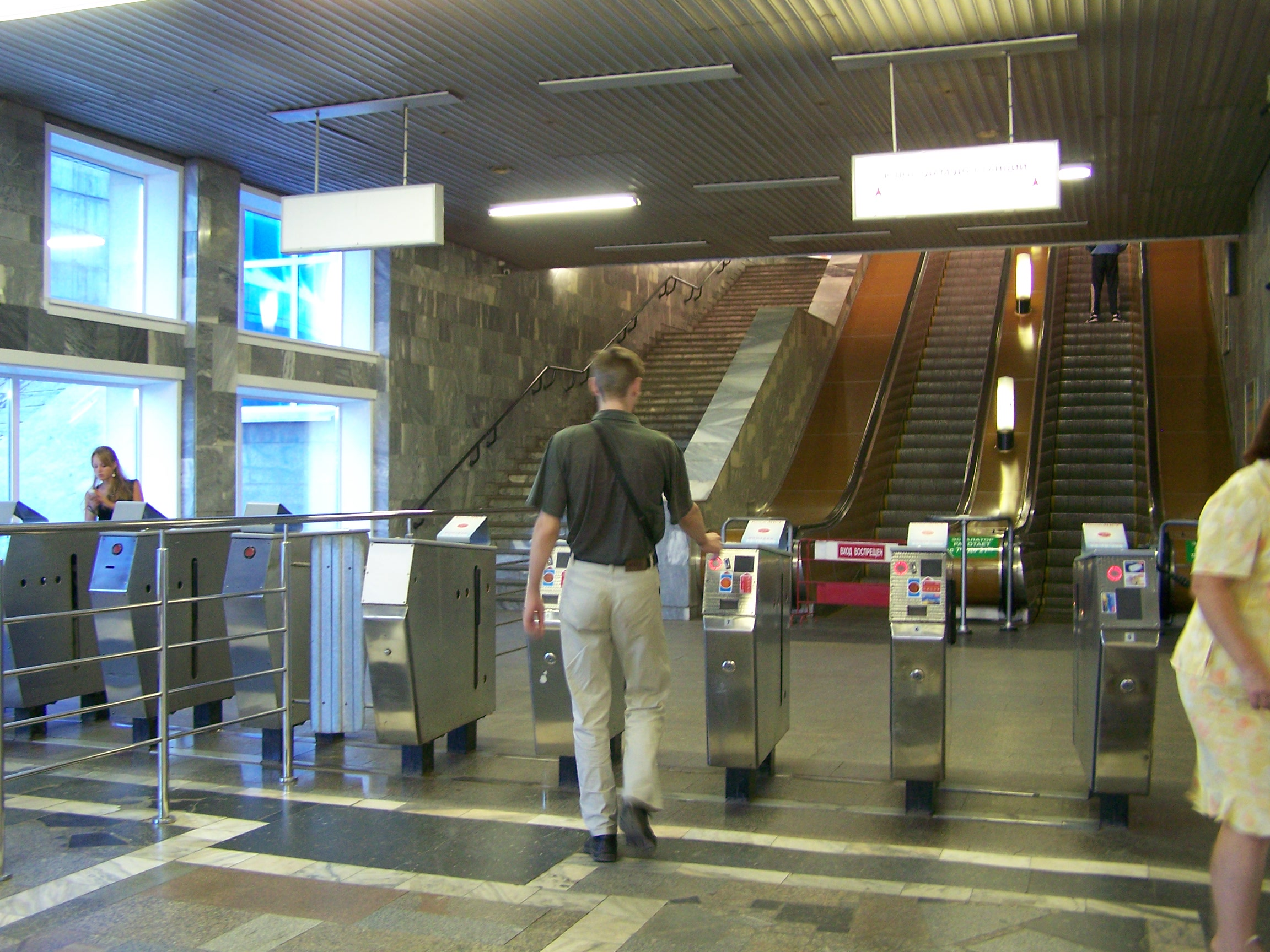
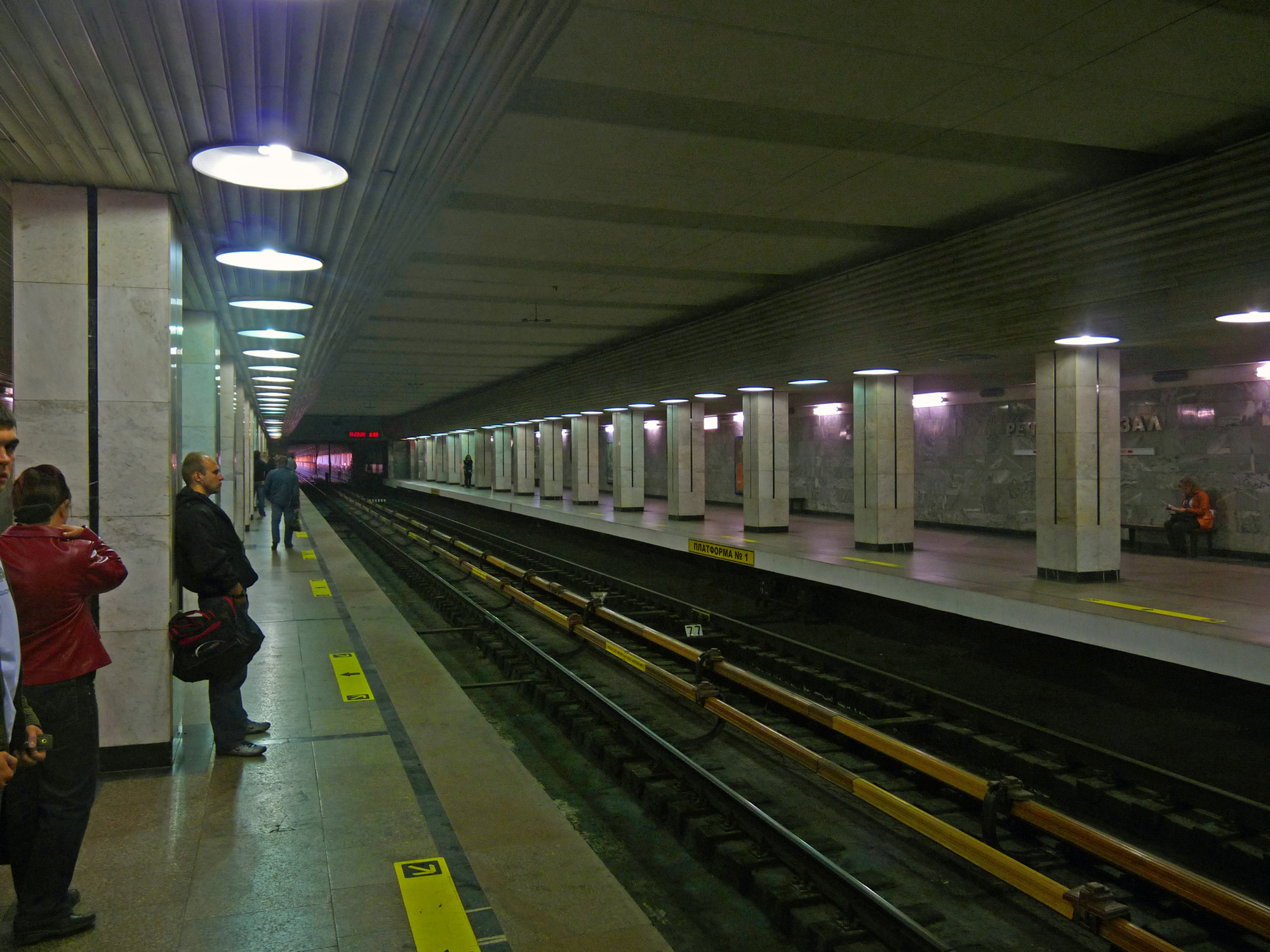